# Forêt ivre
 (octobre 2020).
Une forêt ivre (en anglais : drunken trees, tilted trees ou drunken forest ; en russe : Пьяный лес) est un ensemble d'arbres déplacés de leur alignement vertical normal,,.
C'est un phénomène qui se produit le plus souvent dans les forêts de la taïga subarctique septentrionale d'épinette noire (Picea mariana) sous lesquelles le pergélisol discontinu ou des coins de glace ont fondu,, provoquant l'inclinaison des arbres à divers angles,.
Cette condition est habituellement liée à la topographie de thermokarst. Dans certains cas elle peut être due au fait que les monticules irréguliers et mal consolidés formés par les sphaignes et autres mousses, ainsi que les nombreux chenaux et dépressions remplis d'eau des régions de tourbières ne constituent pas un support suffisant pour les racines des arbres. 

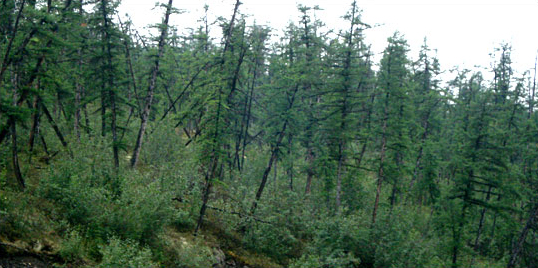
Une forêt ivre en Sibérie causée par la fonte du pergélisol. Photo de la NASA, 2007.

L'inclinaison des arbres peut également être causée par le foisonnement dû au gel (en), et le développement ultérieur de palses, hummocks, la reptation (écoulements de terre lubrifiée par l'eau),, par les glaciers rocheux actifs dans les forêts, glissements de terrain ou tremblements de terre. Dans les peuplements d'épinettes du même âge, germées dans la couche active du pergélisol après un incendie, l'inclinaison commence lorsque les arbres ont de cinquante à cent ans, ce qui suggère que le soulèvement de la surface de la nouvelle aggradation du pergélisol peut également créer des forêts ivres.

## Pergélisol
Le pergélisol, qui est du sol (ou de la roche) qui reste en dessous de 0 °C au moins pendant deux années consécutives, forme une matrice solide dans le sol qui peut s'étendre jusqu'à une profondeur de plusieurs centaines de mètres. Le pergélisol empêche les arbres de développer des systèmes racinaires profonds : par exemple, l'épinette noire qui s'est adaptée aux sols de pergélisol n'a pas de racine pivotante significative. Dans les zones où la température du pergélisol est proche du point de fusion de l'eau, les variations climatiques ou la perte de végétation de surface due aux incendies, aux inondations, à la construction ou à la déforestation, peuvent dégeler la surface supérieures du pergélisol, créant un thermokarst, le nom scientifique d'un effondrement du sol causé par la fonte du pergélisol. Le thermokarst mine le lit de racines peu profond de ces arbres, les faisant pencher ou tomber. Les lacs de Thermokarst sont entourés d'un anneau d'arbres ivres penchés vers le lac, ce qui rend ces caractéristiques terrestres facilement identifiables.
Les arbres ivres peuvent éventuellement mourir de leur déplacement, et dans le pergélisol riche en glace, tout l'écosystème forestier ivre peut être détruit par la fonte. Les arbres inclinés qui ne basculent pas peuvent récupérer en usant du gravitropisme pour reprendre la croissance verticale, prenant ainsi une forme incurvée. Le bois de réaction formé par ce processus peut être étudié par la dendrochronologie, utilisant des anneaux de croissance annuels pour déterminer quand l'arbre a été soumis au basculement ,.

## Relation avec le changement climatique
Les forêts ivres ne sont pas un phénomène complètement nouveau – les preuves dendrochronologiques peuvent établir une datation de l'inclinaison du thermokarst au moins jusqu'au XIXe siècle. L'étendue méridionale du pergélisol subarctique a atteint un sommet pendant le petit âge glaciaire des XVIe et XVIIe siècles  et est depuis lors sur le déclin,.
Le pergélisol est généralement en déséquilibre avec le climat, et une grande partie du pergélisol qui demeure est dans un état relicte,. Cependant, le taux de dégel a augmenté ,,, et une grande partie du pergélisol restant devrait dégeler au cours du XXIe siècle,.
Al Gore a cité les forêts ivres causées par la fonte du pergélisol en Alaska comme preuve du réchauffement climatique, dans le cadre de la présentation du film documentaire de 2006 An Inconvenient Truth. Le réchauffement similaire conduisant à la fonte du pergélisol dans les pays voisins de la Sibérie, a été attribuée à une combinaison de changement climatique d'origine anthropique, un phénomène atmosphérique cyclique connu sous le nom d'oscillation arctique, et une rétroaction positives de l'albédo, lorsque la fonte des glaces expose le sol nu et lorsque l'océan absorbe plutôt que réfléchit le rayonnement solaire,.